# مزرعه شریعتی
مزرعه شریعتی یک منطقهٔ مسکونی در ایران است که در دهستان دبیران واقع شده‌است.